# Fabianki (Koejavië-Pommeren)
Fabianki is een dorp in het Poolse woiwodschap Koejavië-Pommeren, in het district Włocławski. De plaats maakt deel uit van de gemeente Fabianki en telt 660 inwoners.